# Legio XI Claudia
Legio undecima Claudia (Quân đoàn Claudia thứ mười một) là một quân đoàn La Mã. XI Claudia có thể đã bắt đầu từ hai quân đoàn (một quân đoàn khác là quân đoàn thứ mười hai) được thành lập bởi Julius Caesar và tham gia vào cuộc xâm lược xứ Gallia trong năm 58 trước Công nguyên, và nó đã tồn tại ít nhất cho đến đầu thế kỷ thứ 5, bảo vệ khu vực hạ lưu sông Danube ở Durostorum (hiện nay là Silistra, Bungari). Biểu tượng của quân đoàn này không được ghi lại, tuy nhiên nó cũng có thể giống như của tất cả các quân đoàn của Caesar, đó là con bò, hoặc có thể là con sói cái đang cho cặp song sinh bú.

## Lịch sử

### Quân đoàn thứ mười một của Ceasar
Hai quân đoàn thứ mười một và mười hai đã được Ceasar thành lập để dành cho chiến dịch Helvetii của ông vào năm 58 trước Công nguyên. Quân đoàn đã chiến đấu trong trận chiến chống lại người Nervi, và có thể họ cũng đã chiến đấu ở cuộc vây hãm Alesia. Trong cuộc nội chiến, quân đoàn thứ mười một đã từng chiến đấu cho Caesar trong trận Dyrrhachium và tại Pharsalus. Quân đoàn sau đó đã bị giải tán vào năm 45 trước Công nguyên, và các cựu chiến binh của nó đã ban cho đất đai tại Bojano, mà từ đó đã nhận được tên gọi Bovianum Undecumanorum. 

### Dưới thời Augustus
Quân đoàn thứ mười một đã được tái thành lập vào năm 42 trước Công nguyên bởi Augustus (vào thời điểm đó được gọi là Octavian), và chiến đấu trong cuộc nội chiến chống lại những kẻ đã ám sát Caesar. Quân đoàn thứ mười một đã tham chiến trong trận Philippi, và sau đó được phái trở lại Ý để dập tắt một cuộc nổi loạn tại Perugia. Có lẽ họ đã tham gia cuộc chiến tranh chống lại Sextus Pompeius vốn đang chiếm giữ Sicilia.
Trong năm 32 TCN, Quân đoàn thứ mười một đã tham gia cuộc nội chiến chống lại Marcus Antonius của Octavian. Cuộc nội chiến đã kết thúc với trận Actium và chiến thắng dành cho Octavian.
Quâm đoàn thứ mười một sau đó đã được phái đến khu vực Balkan, nhưng sau thất bại lớn tại trận rừng Teutoburg (Năm 9 CN), Augustus đã bố trí lại các quân đoàn ở khu vực biên giới phía Bắc, và quân đoàn thứ mười một đã được chuyển tới Burnum, Dalmatia (Kistanje ngày nay), cùng với quân đoàn thứ tám.

### Nửa sau thế kỉ 1 SCN
Vào năm 42 CN, thống đốc Dalmatia, Lucius Arruntius Camillus Scribonianus, đã nổi loạn chống lại Hoàng đế Claudius. Quân đoàn thứ mười một và thứ tám đã đứng về phía với Hoàng đế, và họ đã dập tắt cuộc nổi loạn của Scribonianus. Claudius đã ban cho cả quân đoàn trung thành danh hiệu Claudia title Pia Fidelis.
Trong Năm Tứ hoàng đế (năm 69), quân đoàn thứ mười một, thứ bảy (mà đã rời khỏi Burnum vào năm 58) và Gemina XIV đã đứng về phía Otho. Một tiểu đơn vị của quân đoàn mười một đã di chuyển để tham gia vào trận Cremona giữa Otho và Vitellius đối thủ của ông, nhưng họ đã đến chiến trường quá muộn, và đã được Vitellius phái trở lại Dalmatia. Khi mà vị tướng chỉ huy của quân đội ở phía Đông, Vespasianus, tuyên bố làm hoàng đế, quân đoàn thứ mười một đã đứng về phía ông, họ chiến đấu trong trận Bedriacum lần thứ hai, mà đã đánh dấu sự khởi đầu triều đại của Hoàng đế Vespasianus.
Vào năm sau, năm 70, Claudia đã được chỉ huy bởi Cerialis và nó đã tham gia dập tắt cuộc khởi nghĩa của người Batavi, sau khi cuộc khởi nghĩa bị đàn áp, Claudia đã được chuyển đến Vindonissa, thuộc tỉnh Thượng Germania, để thay thế XXI Rapax, trong khi IIII Flavia Felix chuyển đến Burnum.
Đến cuối thế kỷ 1, Claudia đã từng chiến đấu trên bờ phía đông của sông Rhine (năm 73/74), nó cũng đã tham gia vào chiến dịch chống lại người Chatti của hoàng đế Domitianus vào năm 83.

### Thế kỉ thứ hai
Năm 101, XI Claudia đã chuyển tới Brigetio, Pannonia Inferior, trong lúc diễn ra các cuộc chiến tranh Dacia của Trajan (năm 101-106). Năm 104, quân đoàn có mặt ở Durostorum, Hạ Moesia, để bảo vệ biên giới Danube, và sẽ vẫn sẽ đóng ở đó trong những thế kỷ sau. Quân đoàn đã được giao trọng trách cùng với các quân đoàn Moesia khác (I Italica và V Macedonica), bảo vệ các đồng minh La Mã là các thuộc địa Hy Lạp ở Crimea.
Một số vexillatio của XI Claudia đã được phái đến Iudaea để dập tắt cuộc khởi nghĩa đẫm máu của Bar Kokhba (năm 132-135).
Năm 193, sau khi vụ ám sát Pertinax sẩy ra, một số tướng lĩnh đã tuyên bố làm hoàng đế; trong số này có thống đốc của Pannonia Superior, Septimius Severus, ông đã giành được sự ủng hộ của quân đoàn thứ mười một. XI Claudia đã không tham gia vào cuộc hành quân tiến về Rome của Septimius, nhưng nó đã chiến đấu cùng với Severus, và với cả I Italica, chống lại đối thủ của ông,Pescennius Niger. Severus đã vây hãm Byzantium, vượt qua đèo Gülek, và đánh bại Nigeria trong trận Issus. Cũng có thể XI Claudia đã chiến đấu trong chiến dịch Parthia của Hoàng đế Severus, chinh phục kinh thành của người Parthia là Ctesiphon (năm 198).

### Từ thế kỉ thứ 3 về sau
Trong cuộc chiến giữa hoàng đế Gallienus và Hoàng đế của Đế chế Gallic Postumus, XI Claudia đã đứng về phía Gallienus, và nó nhận được các tên hiệu như Pia V Fidelis V và Pia VI Fidelis VI.
Trong khi vẫn còn đóng quân ở Durostorum, một số vexillatio của quân đoàn mười một đã chiến đấu khắp nơi trong đế quốc: năm 295, một tiểu đơn vị cơ động có mặt tại Ai Cập, trong khi một đơn vị khác ở Mauretania vào năm 298.